# Zambia Congress of Trade Unions
Zambia Congress of Trade Unions (ZCTU) ist der dominante Dachverband der Gewerkschaften in Sambia.
Zambia Congress of Trade Unions wurde 1965 gegründet. Sein Hauptsitz ist in Oxford Street, Baynards Building, Kitwe. Ihm gehören folgende Einzelgewerkschaften an:
1. Airways and Allied Workers Union
2. Alliance for Zambia Informal Economy Association
3. Bankers Union of Zambia
4. Basic Education Teachers Union of Zambia
5. Copper Belt Academic Workers Union of Zambia
6. Copper Belt University and Allied Workers Union
7. Copper Belt University Senior Administration, Professors and Technical Staff Union
8. Gemstone and Allied Workers Union of Zambia
9. Grain and Meat Workers Union of Zambia
10. Health Workers Union of Zambia
11. Hotel, Catering, Tourism and Allied Workers Union of Zambia
12. Judicial and Allied Workers Union of Zambia
13. Mine Contractors and Allied Workers Union
14. Mine Workers Union of Zambia
15. National Energy Sector and Allied Workers Union
16. National Road Sector Agencies and Allied Workers Union of Zambia
17. National Union Building Engineering and General Workers
18. National Union for Communication Workers
19. National Union for Public Service Workers
20. National Union of Aviation and Allied Workers
21. National Union of Commercial and Industrial Workers
22. National Union of Plantation and Agriculture Workers
23. National Union of Public Service Workers
24. National Union of Technical Lecturers and Allied Workers
25. Petroleum and Allied Workers Union
26. Professional Teachers Union of Zambia
27. Railways Workers Union of Zambia
28. Secondary School Teachers Union of Zambia
29. United Home and Domestic Workers Union of Zambia
30. United Truck Drivers and Allied Workers Union of Zambia
31. University of Zambia and Allied Workers Union
32. Workers Union of Tazara
33. Zambia Bureau of Standards Workers Union
34. Zambia Bus and Taxi Workers Union
35. Zambia Graphical and Allied Workers Union
36. Zambia National Union of Health and Allied Workers
37. Zambia National Union of Teachers
38. Zambia Revenue Authority Workers Union
39. Zambia Unified Union of Tourism and Hospitality
40. Zambia Union of Building, Engineering and General Workers
41. Zambia Union of Government and Allied Workers
42. Zambia Union of Journalists
43. Zambia Union of Nurses Organisation
44. Zambia Union of Security Officers and Allied Workers
45. Zambia United Local Authorities Workers Union

Zambia Congress of Trade Unions ist Mitglied der International Trade Union Confederation.
Präsident von 1991 bis 2002 war Fackson Shamenda, seit 2002 ist es Leonard Choongo Hikaumba. 
Die Generalsekretäre waren von 1991 bis 1998 Alec Chirwa und seit November 2002 Sylvester Tembo. 
In den Gewerkschaften sind 286.000 Mitglieder (1997) organisiert. 1990 waren es 356.000. Die Mitgliederzahl sank mit der Zahl der formell Beschäftigten, die von 527.000 im Jahr 1990 auf 472.000 im Jahr 1997 abnahm. Nur 11 Prozent der arbeitsfähigen Bevölkerung sind in Sambia formell beschäftigt im Jahr 2000 und 89 Prozent informell.
Die Organisation war entscheidend beim Sturz des Diktators Kenneth Kaunda und der Demokratisierung Sambias beteiligt. Ihr Vorsitzender von 1974 bis 1991, Frederick Chiluba, wurde der erste in freien Wahlen gewählte Präsident Sambias nach Kaunda. Newstead Zimba war unter ihm Generalsekretär. 
Im Jahr 2002 war 
- der Mindestlohn US-$ 0,07 pro Stunde
- die maximale reguläre Arbeitszeit betrug 48 Stunden in der Woche, die meisten Arbeiter hatten eine 40-Stunden-Woche,
- das Mindestalter für Beschäftigung betrug 16 Jahre
- PAYE-Steuersystem (Pay as you earn) zieht 40 Prozent ein bei Einkommen die höher als 500 US-$ pro Monat sind.
- der informelle Sektor kennt Kinderarbeit.

Unklar ist die Rolle der Federation of Free Trade Unions of Zambia (FFTUZ). Ihr Sitz ist Lusaka, ihr Präsident Joyce Nonde.